# Pedro de Vega García
Pedro de Vega García (Salamanca, 1936- Madrid, 2016) fue un catedrático de Derecho Constitucional español, discípulo y colaborador de Enrique Tierno Galván.

## Biografía
Pedro de Vega nació en Salamanca en 1936. Estudió en la Universidad de Salamanca donde, junto a Raúl Morodo, Pablo Lucas o Fernando Morán, Pedro de Vega García formó parte de un grupo de estudiantes y profesores que desarrollaron su labor alrededor de Enrique Tierno Galván. 
Era doctor en Derecho cum laude por la Universidad de Bolonia (1961), por cuyo trabajo obtuvo el Premio Luigi Rava para tesis de Derecho Público (1962). En 1974 obtuvo la Cátedra de Derecho Político en la Universidad de Salamanca. En 1980 tomó posesión de la Cátedra de Teoría del Estado en la Universidad de Alcalá de Henares y en 1984 de la Cátedra de Derecho Constitucional en la Universidad Complutense de Madrid, donde permanecería hasta su jubilación.
Formó parte de la Junta Electoral Central. Estuvo al frente de la Revista de Estudios Políticos, que dirigió desde 1978, y asumió la edición del diario El Sol. 
De Vega elaboró su visión del constitucionalismo y la democracia a partir del estudio de los clásicos grecolatinos y los escritos de escolásticos, renacentistas e ilustrados. Mostraba su admiración por la filosofía griega, el pensamiento político de la Florencia del Renacimiento o el pensamiento de la Francia de la Ilustración de Montesquieu, del que tradujo El espíritu de las leyes.
Así mismo, profundizó en la tensión entre constitucionalismo y democracia en La reforma constitucional y la problemática del poder constituyente (1985), su opus magnum. En su obra, De Vega planteó la reforma constitucional, “políticamente conveniente cuando resulta jurídicamente necesaria”, como la forma de resolver esa tensión y advertía, ya en 1981, de que “el desprecio por la normativa jurídica, en nombre de exigencias políticas o de la propia voluntad del pueblo, lleva consigo perjuicios irreparables para el sano funcionamiento de las instituciones democráticas”.

## Actividad y Distinciones
- Doctorado Honoris Causa por la UNAM (México) y la PUC (Perú)
- Orden Mexicana del Águila Azteca por su contribución a la cultura jurídica mexicana.[6]
- Miembro electo de la Real Academia de Legislación y Jurisprudencia Española.[7]
- Premio Adolfo Posada por el libro La reforma constitucional y la problemática del poder constituyente.[8]
- Director de la Revista de Estudios Políticos, desde 1978 hasta 2016.
- Director del Instituto de Derecho Parlamentario de la Universidad Complutense de Madrid.
- Vicepresidente del Instituto Iberoamericano de Derecho Constitucional, (1979-2012)[9]
- Miembro de la Junta Electoral Central.[10]
- Vicepresidente de la Asociación Española de Ciencia Política y Derecho Constitucional.
- Director de la colección Temas Clave de la Constitución (editorial Tecnos).
- Miembro de los Consejos Asesores de múltiples revistas: Boletín Informativo de Ciencia Política, Revista Española de Derecho Constitucional, Revista de Estudios Políticos, Sistema, Política Comparada, Revista de Derecho Político, Cuestiones Constitucionales, entre otras.
- Profesor distinguido de la Universidad del Externado de Bogotá.
- Profesor del Istituto di Studii Europei (Turín), Italia.

## Publicaciones

### Libros
- Antología de escritores políticos del Siglo de Oro, Editorial Tecnos, Madrid, 1966. ISBN 978-84-306-9472-3
- Mussolini: una biografía del fascismo, Editorial Ibérica Europea, Madrid, 1971.
- Teoría y práctica de los partidos políticos, Cuadernos para el Diálogo, Madrid, 1977.
- Constitución Española (edición comentada), en colaboración con los profesores AGESTA, LUCAS y TRUJILLO, Centro de Estudios Constitucionales, Madrid, 1979.
- Estudios Político-Constitucionales, UNAM, México, 1980.
- La reforma constitucional y la problemática del poder constituyente, Editorial Tecnos, Madrid, 1985.
- En torno a la crisis de las ideas de representación y de legitimidad en la  democracia actual. Instituto de Estudios Constitucionales Carlos Restrepo. Universidad Externado de Colombia. 1996.
- Mundialización y Derecho Constitucional: para una palingenesia de la realidad constitucional. Instituto de Estudios Constitucionales Carlos Restrepo. Universidad Externado de Colombia. 1998.
- La división de poderes: el poder legislativo. Institut de Ciències Politiques/Socials. Universitat de LLeida. Barcelona, 1998.
- Apuntes para una historia de las doctrinas constitucionales del siglo XX. UNAM, México 1998.
- Giuspositivismo e Positivismo Giurisprudenziale. Pensa Editore, Lecce, 2005.

### Traducciones
- Escritos de Teoría del Estado de Felice Battaglia. Ed. Studia Albornotiana. Real Colegio Español de Bolonia, 1966.
- El papel de los Estados Unidos en el mundo actual de Toymbee. Ed. Ibérica. 1967.
- El Espíritu de las Leyes de Montesquieu. Editorial Tecnos. Madrid, 1972.

Publicó reseñas y recensiones de libros en la Revista de Estudios Políticos, en el Boletín Informativo del Seminario de Derecho Político de la Universidad de Salamanca y en el Boletín Informativo del Seminario de Derecho Político de la Universidad Complutense (dirigido por el Profesor Carlos Ollero). Muchas de las cuales están recogidas en el volumen Obras Escogidas de Pedro de Vega, editado por el Centro de Estudios Políticos y Constitucionales (2018).
Colaborador habitual en la prensa escrita, publicó artículos periodísticos en distintos diarios (Diario 16, El País, El Sol, ABC, Excelsior (México), La Nación (Buenos Aires), etc.)